# Saint-Ouen-sur-Morin
Saint-Ouen-sur-Morin is een gemeente in het Franse departement Seine-et-Marne (regio Île-de-France) en telt 537 inwoners (1999). De plaats maakt deel uit van het arrondissement Provins.

## Geografie
De oppervlakte van Saint-Ouen-sur-Morin bedraagt 3,8 km², de bevolkingsdichtheid is 141,3 inwoners per km².
De onderstaande kaart toont de ligging van Saint-Ouen-sur-Morin met de belangrijkste infrastructuur en aangrenzende gemeenten.

## Demografie
Onderstaande figuur toont het verloop van het inwonertal (bron: INSEE-tellingen).